# Schleicher ASW 19
Die Schleicher ASW 19 ist ein Segelflugzeug des Herstellers Alexander Schleicher GmbH & Co.
Die ASW 19 wurde 1975 von Gerhard Waibel als Nachfolgemuster der ASW 15 konstruiert. Sie wurde als Leistungsflugzeug der FAI-Standardklasse entwickelt. Bis 1986 entstanden 425 Exemplare bei Alexander Schleicher in Poppenhausen. Entwurfsschwerpunkt war der aerodynamisch deutlich verbesserte, im Cockpitbereich spitz zulaufende, Rumpf, bei dem Waibel erstmals ein neues zweischaliges Sicherheitscockpit verwirklichte, das seither Standard bei allen Schleicher-Flugzeugen ist.
Die Tragflügel wurden äußerlich weitgehend von der ASW 15 übernommen. Lediglich der Flügel-Rumpf-Übergang wurde modifiziert, die Querrudertiefe etwas verringert, die Bremsklappen auf der Unterseite entfielen. Konstruktiv unterscheiden sich die Flügel jedoch; unter anderem wurde der Holm des ASW-19-Flügels in einer separaten Form gefertigt. Auch wurde als Stützstoff kein Balsaholz mehr verwendet, sondern der Kunststoffschaum Conticell.
Der Segelflug-Index der ASW 19 beträgt 100, die Version „Club“ hat 98.

## Unterschiede zur ASW 15

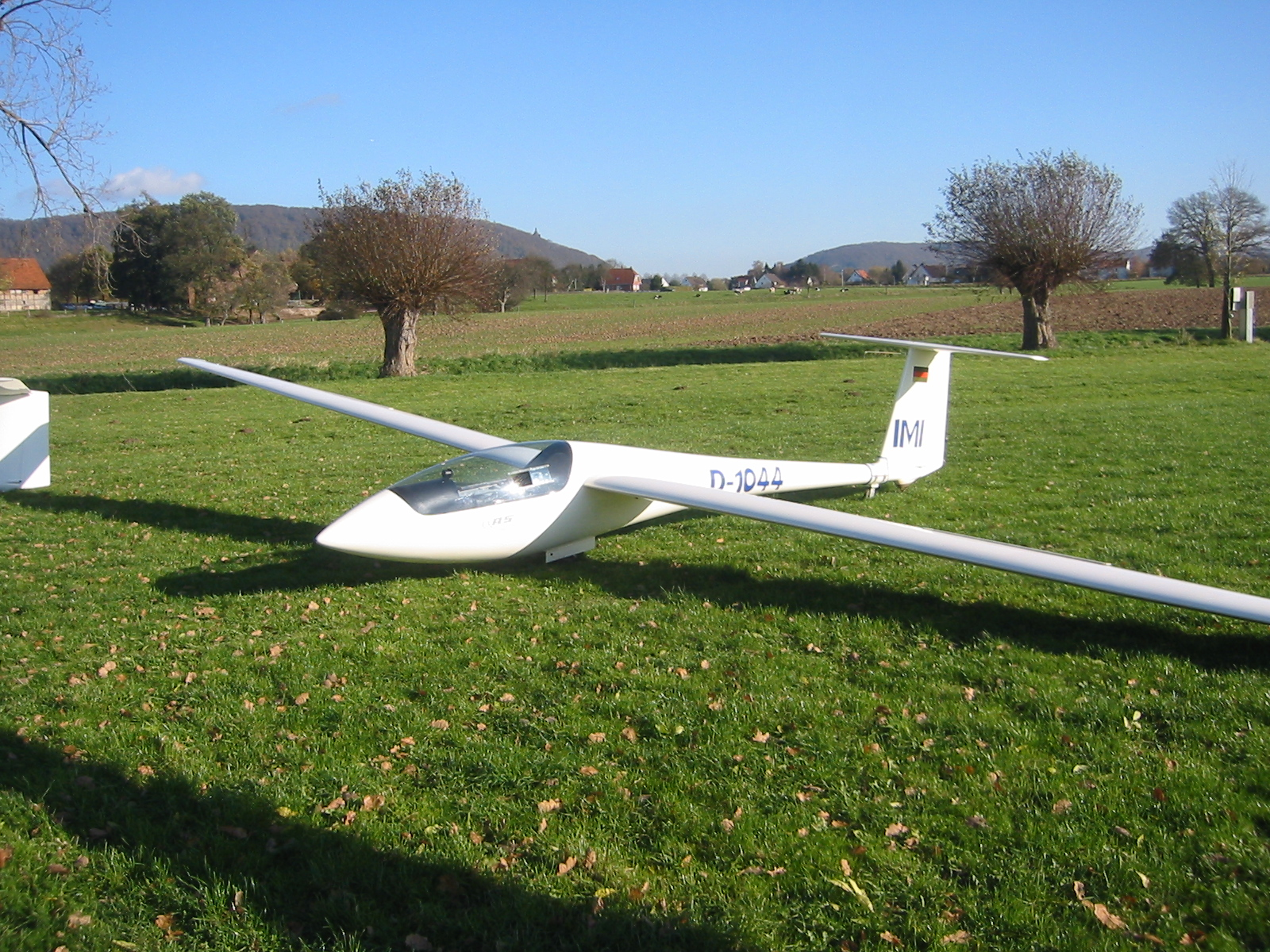
Eine ASW 19B

Die ASW 19 hat einen neu entwickelten Rumpf mit einem gedämpften T-Leitwerk, während das Vorgängermuster ein Kreuzleitwerk mit einem Pendel-Höhenruder besaß. Der Rumpf ist vor allem bei hohen Geschwindigkeiten deutlich strömungsgünstiger und sorgt damit für einen Leistungsvorteil gegenüber der ASW 15. Weitere Unterschiede zur ASW 15 mit seitlich versetzt montierter Schleppkupplung und steckbarer Haube sind die zentral vor dem Rad im Fahrwerksschacht angebrachte Kupplung und die nach vorn klappbare Kabinenhaube. In den frühen Versionen der ASW 19 war der Instrumentenpilz noch fest im Rumpf montiert. Zur Verbesserung des Einsteigens und insbesondere der Notausstiegsmöglichkeiten wurde das Instrumentenbrett später als Klapp-Pilz mit der Haube verbunden. Diese Option wurde bei vielen ASW 19 nachgerüstet.
Die ASW 19 verfügt über einen in Schalenbauweise gefertigten GFK-Rumpf ohne Balsaholz oder Tubuswaben als Stützstoff. Auch in dieser Bauweise wurden deutliche Fortschritte im Vergleich zur ASW 15 gemacht. Die vielen Veränderungen führten jedoch zu einem recht hohen Leergewicht, das oft über 260 kg liegt.

## Technik
Zur Verbesserung der Eigenschaften im Flugzeugschlepp sind viele ASW 19 mit einer zweiten Kupplung auf der Unterseite des Rumpfes etwas vorderhalb des Steuerknüppels ausgestattet. Die Bremsklappen der ersten ASW 19 waren noch einstöckig. Zur Optimierung der Landeeigenschaften wurden bei der ab 1978 gefertigten verbesserten Version ASW 19B doppelstöckige Klappen eingebaut, die steilere Anflüge auch auf kurze Landefelder ermöglichen. Auch diese beiden Optionen wurden später bei zahlreichen ASW 19 nachgerüstet. Ein Nachteil der vielen möglichen Modifikationen ist die Verringerung der maximalen Zuladung im Cockpit. Bei vielen ASW 19 liegt diese unter 100 kg. Eine 19 mit Bugkupplung, klappbarem Instrumentenpilz, Doppelstockklappen, Wasserballastanlage und Flugdatenrechner kann zwischen 260 und 280 kg wiegen, was 20 bis 40 kg über dem typischen Gewicht einiger anderer Clubklasseflugzeuge liegt.
Eine einzelne ASW 19 wurde zur ASW 19X modifiziert. Der Tragflügel erhielt an der TU Delft ein neues Profil mit Ausblasung, was zu einer mit der LS4 vergleichbaren deutlichen Leistungssteigerung führte.

## Wettbewerbe
Der Niederländer Baer Selen gewann im Jahr 1978 mit einer ASW 19 den Titel des Segelflug-Weltmeisters in der Standardklasse. Nach dem Erscheinen der bei Schneider gefertigten LS4 sowie des von Schempp-Hirth produzierten Discus war die ASW 19 in internationalen Wettbewerben nur noch selten auf den vorderen Plätzen vertreten. Gerhard Waibel entwickelte deshalb das Nachfolgemuster ASW 24 mit komplett neuer Auslegung inklusive Sicherheits-Cockpit mit energieabsorbierender Knautschzone und versteiftem Cockpitbereich.

## ASW 19 heute

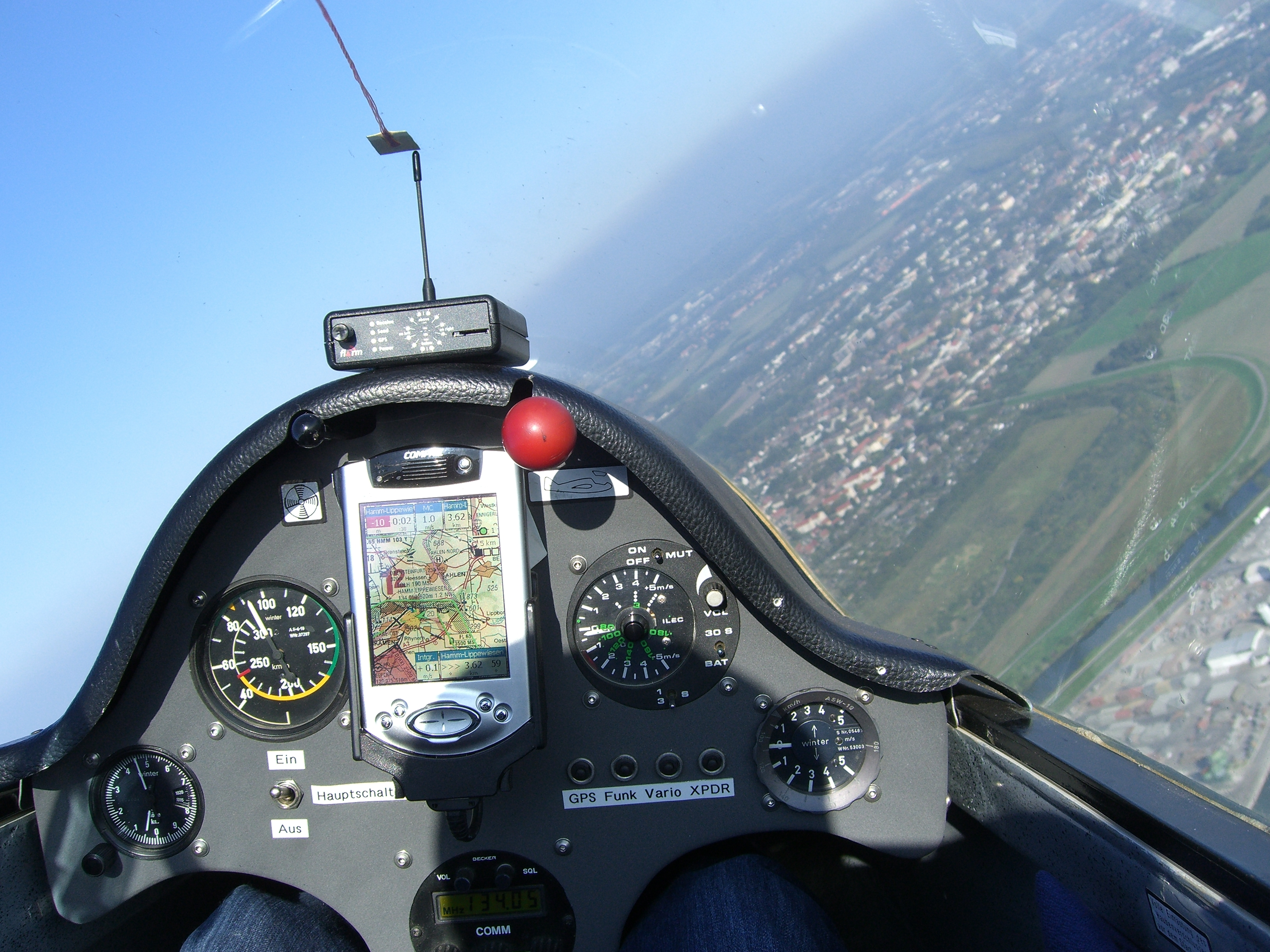
Instrumentenbrett einer modern ausgestatteten ASW 19 mit zentraler PDA-Navigation und Flarm-Kollisionswarngerät

Heute sind die ASW 19 und ASW 19B sehr beliebte Segelflugzeuge der FAI-Clubklasse. In dieser Klasse werden Flugzeuge unterhalb eines Leistungs-Indexes von zurzeit 107 gewertet, die in der aktuellen FAI-Standardklasse aerodynamisch nicht mehr konkurrenzfähig sind. Aufgrund der harmonischen Flugeigenschaften und der guten Flugleistungen ist eine gepflegte ASW 19 heute auf dem Gebrauchtmarkt meist mehr wert als die Wettbewerbsmuster Glaser-Dirks DG-100 und LS-1. Andere beliebte Flugzeuge der Clubklasse sind beispielsweise Standard Cirrus oder Standard- und Club-Libelle.

## Technische Daten
| Kenngröße                           | Daten |
| ----------------------------------- | --- |
| Klasse                              | FAI-Standardklasse (heute: FAI-Clubklasse)                                                                |
| Baujahr                             | 1975–1986                                                                                                 |
| Stückzahl                           | 425 |
| Konstrukteur                        | Gerhard Waibel                                                                                            |
| Spannweite                          | 15 m |
| Flügelfläche                        | 11,00 m²                                                                                                  |
| Flügelstreckung                     | 20,45 |
| Rumpflänge                          | 6,82 m (ASW 19B: 6,48 m)                                                                                  |
| Flügelprofil                        | Wortmann FX 61-163, FX 60-126                                                                             |
| Leermasse                           | ca. 260 kg                                                                                                |
| Wasserballast                       | 80 kg (ASW 19B: 100 kg)                                                                                   |
| max. Abflugmasse                    | 408 kg (ASW 19B: 454 kg)                                                                                  |
| Flächenbelastung                    | 30–37 kg/m² (ASW 19B: bis 41 kg/m²)                                                                       |
| Höchstgeschwindigkeit               | 255 km/h                                                                                                  |
| Mindestgeschwindigkeit              | 67 km/h                                                                                                   |
| geringstes Sinken                   | 0,62 ms−1 bei Flächenbelastung 30 kgm−2 und 72 km/h 0,73 ms−1 bei Flächenbelastung 41,3 kgm−2 und 90 km/h |
| bestes Gleiten                      | ca. 38,5 bei 95 km/h (ohne Ballast) ca. 38,5 bei 112 km/h (mit Ballast)                                   |
| Größtes Lastvielfaches bei 170 km/h | +5,3 bis −2,65g                                                                                           |
| Größtes Lastvielfaches bei 255 km/h | +4,0 bis −1,5g                                                                                            |